# ヘンリー・エイサ・コフィーン
ヘンリー・エイサ・コフィーン(英語: Henry Asa Coffeen, 1841年2月14日 – 1912年12月9日)は、アメリカ合衆国の政治家、民主党員。ワイオミング州選出のアメリカ合衆国下院議員(通算1期)。

## 経歴・人物
1841年2月14日、ヘンリー・エイサ・コフィーンは、オハイオ州ガリア郡ガリポリスに生まれた。一家はインディアナ州やイリノイ州を転々とし、ヘンリーはイリノイ州のアビンドン・カレッジの科学科を卒業した。オハイオ州のハイラム・カレッジの教員を務め、1884年にワイオミング準州シェリダンに移住した。
1889年、ワイオミング州制憲議会にシェリダン郡の代表として参加し、州憲法の署名者45人の一人に名を連ねた。1885年、ワイオミング州で最初の農業博覧会を主催した。
1892年、ヘンリーはアメリカ下院議員選挙に出馬。共和党現職のクラレンス・D・クラークを破り、当選を果たしたが、翌1894年選挙で落選し、政界を引退した。
1912年12月9日、ワイオミング州シェリダンで死去。享年71歳。